# I segreti erotici dei grandi chef
I segreti erotici dei grandi chef (titolo originale: The Bedroom Secrets of the Master Chefs) è un romanzo scritto da Irvine Welsh e pubblicato nel 2006 in Gran Bretagna. Nello stesso anno è stato tradotto in italiano da Massimo Bocchiola, già traduttore di altre opere dello stesso autore, e pubblicato.

## Trama
In quest'opera, ambientata in una Edimburgo contemporanea e surreale, l'autore racconta dei contrasti fra due giovani colleghi diametralmente opposti, sia per estrazione sociale sia per personalità. La trama si sviluppa fra colpi di scena e aneddoti divertenti, giungendo ad una conclusione sorprendentemente inaspettata rispetto alla struttura della storia.
Il romanzo tratta i temi più profondi dell'essere umano, intessuti in una storia particolareggiata. Lo stile di Welsh è crudo e diretto, a tratti quasi volgare, caratteristico ed inconfondibile come in tutti i suoi romanzi.
Danny Skinner e Brian Kibby sono due giovani di belle speranze che lavorano al Comune di Edimburgo, ispezionando le cucine dei ristoranti più in voga per la sezione igiene ambientale. Il primo, bello ed estroverso, ha avuto un'infanzia difficile: cresciuto nei sobborghi della città senza padre e con una madre punk e decisamente eccentrica, cede alle tentazioni che gli si presentano numerose grazie agli agganci sul lavoro. Danny si abbandona ai vizi e rischia di compromettere il suo futuro, come spesso gli ricorda la fidanzata Kay Ballantyne, stupenda ballerina che finirà con l'abbandonarlo dopo l'ennesima umiliazione subita a causa di una sbornia. Il secondo, estremamente timido, vive per il lavoro e nel tempo libero si rinchiude in soffitta per ampliare a dismisura il plastico ferroviario, costruito con il padre durante la sua infanzia dorata, oppure gioca compulsivamente al computer con i personaggi virtuali della rete. Due personaggi simili non possono che entrare in un conflitto esistenziale, che il comune interesse per la bella collega Shannon McDowall contribuisce ad alimentare fino a livelli inimmaginabili.

La morte del padre di Kibby fomenta in Skinner l'ossessione per la ricerca delle sue origini, portandolo ad ogni sorta di eccesso durante la ricerca di informazioni nei bassifondi della città. I suoi superiori capiscono che il ragazzo ha dei problemi personali, ma quando si libera un posto da dirigente sono costretti a conferirgli la promozione, poiché nel frattempo Kibby cade vittima di una misteriosa malattia.

### Conclusione
Skinner è un uomo di successo, che suscita notevole ammirazione sia nell'ambito lavorativo sia nella vita privata. Nonostante egli abusi sistematicamente di alcol e droghe verte in uno stato di perfetta forma fisica. Kibby si trova invece in fin di vita, consumato da un male misterioso che nessun medico sa spiegare. Il collega si avvicina alla sua famiglia, consolando la madre vedova e fidanzandosi con la bella sorella Carolyne, con la quale tuttavia non riesce a fare l'amore nonostante la grande attrazione.

Dopo il trapianto di fegato lo sventurato, analizzando i suoi ultimi mesi di vita, capisce di essere vittima di un misterioso malocchio: il perfido rivale ha inspiegabilmente trovato il modo per riversargli addosso i danni prodotti dai propri abusi, insidiandosi infine nella sua famiglia. Quando Kibby comprende ciò che è successo, uccide Skinner e si riappropria della sua vita. Carolyne nel frattempo scopre che il padre defunto, prima di sposarsi, aveva avuto un figlio naturale da una misteriosa punk, ma non fa in tempo ad evitare il delitto.